# Wielkie Pułkowo
Wielkie Pułkowo – wieś w Polsce położona w województwie kujawsko-pomorskim, w powiecie wąbrzeskim, w gminie Dębowa Łąka. W latach 1975–1998 miejscowość administracyjnie należała do województwa toruńskiego. Według Narodowego Spisu Powszechnego (III 2011 r.) liczyła 261 mieszkańców. Jest najmniejszą miejscowością gminy Dębowa Łąka.